# Weinstadt
Weinstadt este un oraș din landul Baden-Württemberg, Germania.
1. ↑   https://www.weinstadt.de/Oberbuergermeister, accesat în 2 mai 2025 Lipsește sau este vid: |title= (ajutor)
2. ↑   http://www.statistik.baden-wuerttemberg.de/BevoelkGebiet/Bevoelkerung/01515020.tab?R=GS119091 Lipsește sau este vid: |title= (ajutor)